# Gran Premio di Modena 1957
Il 5º Gran Premio di Modena è stata una gara automobilistica, corsa secondo le regole della Formula 1, che si è svolta il 22 settembre 1957 presso l'Aerautodromo di Modena. La gara si è svolta su due manche da 40 giri del circuito, sommando i risultati, ed è stata vinta dal pilota francese Jean Behra su Maserati 250F.
Questa gara, insieme al Gran Premio di Modena 1961, furono gli unici due Gran Premi di Modena disputati secondo le regole della Formula 1.

## Vigilia

### Circuito
L'aerautodromo di Modena era una pista di 2,37 km basata sul perimetro di una vecchia base aerea, con la pista di atterraggio ancora in uso per gli aviatori di club. L'autodromo era stato inaugurato nel 1950 e, essendo Modena la città natale della Maserati dal 1937 e vicino alla sede della Ferrari a Maranello (lo stesso Enzo Ferrari era nato in città), divenne presto un luogo di prova privilegiato per le aziende italiane. Tra il 1950 e il 1953 la pista aveva ospitato anche gare di Formula 2, mentre negli anni successivi solo eventi nazionali; l'aerautodromo tornò nel calendario internazionale con il primo appuntamento di Formula 1 della pista nel 1957: la gara si sarebbe svolta in due manche da quaranta giri, con i piazzamenti finali decisi dai tempi complessivi.

### Iscrizione
La Maserati inizialmente iscrisse quattro vetture per Jean Behra, Harry Schell, Giorgio Scarlatti e Juan Manuel Fangio. Il campione argentino fu però coinvolto in un incidente stradale, quando un camion lo investì a bordo della sua Lancia Aurelia B20 in viaggio verso Modena, riportando la lesione del braccio.
La Ferrari nel frattempo abbandonò la Tipo 801 senza successo, inserendo invece una coppia di Dino 156 F2, guidate da Peter Collins e Luigi Musso. Esteriormente simili alle solite F1, ma con il motore da 1,86 litri migliorato con componenti dei modelli 801 e 555, utile per i piani di sviluppo della Ferrari per il 1958; le vetture funzionavano anche con carburante per aviazione commerciale, come da regolamento per la stagione successiva.
Dopo le vittorie a Caen e Silverstone, la BRM iscrisse una coppia di auto P25. Dato che Behra e Schell erano vincolati contrattualmente alla Maserati, la squadra di Bourne inizialmente avrebbe voluto affiancare Stuart Lewis-Evans e Ron Flockhart, ma Vanwall non lo concesse, cosicché alla BRM non rimase che ingaggiare Joakim Bonnier dalla Scuderia Centro Sud. A questo punto Guglielmo Dei ingaggiò Horace Gould, schierandolo sulla 250F insieme a Masten Gregory. A sua volta, la vetfura vuota fu affidata a Colin Davis. Infine, Bruce Halford si presentò sulla sua Maserati.

## Qualifiche
Grazie all'assenza di lunghi rettilinei, le Ferrari ibride si dimostrarono molto veloci in pista: Musso fece segnare il miglior tempo davanti a Schell e Behra, entrambi su Maserati V12 (delusi, decisero di riprendere le loro fidate auto a 6 cilindri). Seguirono Flockhart, Scarlatti, Gould, Bonnier, Collins, Davis e Halford. Assente Gregory, che aveva litigato con Dei la mattina delle prove: la sua autovettura fu affidata a Gould quando la seconda Maserati del Centro Sud ruppe la frizione.
| Pos | N. | Pilota             | Squadra                   | Autovettura         | Tempo/note                                                  |
| --- | -- | ------------------ | ------------------------- | ------------------- | ----------------------------------------------------------- |
| 1   | 26 | Luigi Musso        | Scuderia Ferrari          | Ferrari Dino 156 F2 |                                                             |
| 2   | 6  | Harry Schell       | Officine Alfieri Maserati | Maserati 250F       |                                                             |
| 3   | 4  | Jean Behra         | Officine Alfieri Maserati | Maserati 250F       |                                                             |
| 4   | 10 | Ron Flockhart      | Owen Racing Organisation  | BRM P25             |                                                             |
| 5   | 8  | Giorgio Scarlatti  | Officine Alfieri Maserati | Maserati 250F       |                                                             |
| 6   | 20 | Horace Gould       | Horace Gould              | Maserati 250F       |                                                             |
| 7   | 12 | Jo Bonnier         | Owen Racing Organisation  | BRM P25             |                                                             |
| 4   | 28 | Peter Collins      | Scuderia Ferrari          | Ferrari Dino 156 F2 |                                                             |
| 9   | 30 | Colin Davis        | Horace Gould              | Maserati 250F       |                                                             |
| 10  | 22 | Bruce Halford      | Bruce Halford             | Maserati 250F       |                                                             |
| DNA | 2  | Juan Manuel Fangio | Officine Alfieri Maserati | Maserati 250F       | infortunato mentre stava raggiungendo l'autodromo           |
| DNA | 14 | Roy Salvadori      | Cooper Car Company        | Cooper T43 - Climax |                                                             |
| DNA | 16 | Jo Bonnier         | Scuderia Centro Sud       | Maserati 250F       | ha guidato l'auto numero 12                                 |
| DNA | 18 | Masten Gregory     | Scuderia Centro Sud       | Maserati 250F       | rottura della frizione nelle prove libere e litigio con Dei |
| DNA | 2  | Charles Houghton   | Charles Houghton          | Maserati 250F       |                                                             |

## Gara

### Prima manche
Schell fece una buona partenza, precedendo Musso e Behra, che invece era scattato male. Mentre Behra tentava di recuperare, Musso inseguì Schell, andando in testa al secondo giro. All'8º giro Davis dovette ritirarsi per un guasto al motore della vecchia 250F. Al 9º giro Flockhart andò in testacoda, lasciando in lotta per il quarto posto Bonnier, Scarlatti e Collins, che alla fine vide prevalere Collins. All'11º giro Behra, ritrovato il suo ritmo, superò gli avversari conquistando la testa della corsa e allontanandosi progressivamente. Flockhart tentò di recuperare il ritardo, ma fu ostacolato da un pit-stop per controllare la caduta della pressione dell'olio.
Musso tagliò il traguardo con un vantaggio di 20 secondi su Behra, seguito a 9 secondi da Collins. Scarlatti, Bonnier, Flockhart, Gould e Halford completarono l'ordine d'arrivo.

#### Risultati
| Pos  | N. | Pilota            | Squadra                   | Autovettura         | Giri | Tempo/Ritiro | Griglia |
| ---- | -- | ----------------- | ------------------------- | ------------------- | ---- | ------------ | ------- |
| 1    | 4  | Jean Behra        | Officine Alfieri Maserati | Maserati 250F       | 40   | 42:23.1      | 3       |
| 2    | 26 | Luigi Musso       | Scuderia Ferrari          | Ferrari Dino 156 F2 | 40   | + 20.5       | 1       |
| 3    | 6  | Harry Schell      | Officine Alfieri Maserati | Maserati 250F       | 80   | + 46.7       | 2       |
| 4    | 28 | Peter Collins     | Scuderia Ferrari          | Ferrari Dino 156 F2 | 80   | + 55.4       | 8       |
| 5    | 8  | Giorgio Scarlatti | Officine Alfieri Maserati | Maserati 250F       | 39   | +1 giro      | 5       |
| 6    | 12 | Jo Bonnier        | Owen Racing Organisation  | BRM P25             | 39   | +1 giro      | 7       |
| 7    | 10 | Ron Flockhart     | Owen Racing Organisation  | BRM P25             | 38   | +2 giri      | 4       |
| 8    | 20 | Horace Gould      | Horace Gould              | Maserati 250F       | 47   | +3 giri      | 6       |
| 9    | 22 | Bruce Halford     | Bruce Halford             | Maserati 250F       | 47   | +3 giri      | 10      |
| Rit. | 30 | Colin Davis       | Horace Gould              | Maserati 250F       | 7    | motore       | 9       |

### Seconda manche
I nove piloti rimasti partirono nell'ordine di arrivo della prima batteria. Questa volta Behra scattò bene, rimanendo in testa indisturbato e ripetendo il suo giro veloce. Una battaglia a tre venne ingaggiata per il secondo posto tra Schell e la coppia di Ferrari. Più arretrato, Scarlatti sentì la pressione dalla coppia di BRM, scivolando al 7º posto, anche se né Bonnier né Flockhart furono in grado di progredire.
Al 28º giro Musso conquistò la seconda posizione, ma il vantaggio di Behra in testa era ormai incolmabile; Schell continuò a difendersi da Collins. Scarlatti recuperò, andando ad attaccare le BRM che però si ritirarono entrambe per problemi meccanici a pochi giri l'una dall'altra, lasciando di default il quinto posto al pilota italiano. Gould prese il 6º posto, dopo la rottura dell'asse posteriore di Gould che comunque riuscì a tagliare il traguardo per entrare in classifica.

#### Risultati
| Pos  | N. | Pilota            | Squadra                   | Autovettura         | Giri | Tempo/Ritiro                           | Griglia |
| ---- | -- | ----------------- | ------------------------- | ------------------- | ---- | -------------------------------------- | ------- |
| 1    | 4  | Jean Behra        | Officine Alfieri Maserati | Maserati 250F       | 40   | 42:24.8                                | 1       |
| 2    | 26 | Luigi Musso       | Scuderia Ferrari          | Ferrari Dino 156 F2 | 40   | + 19.8                                 | 2       |
| 3    | 6  | Harry Schell      | Officine Alfieri Maserati | Maserati 250F       | 40   | + 22.2                                 | 3       |
| 4    | 28 | Peter Collins     | Scuderia Ferrari          | Ferrari Dino 156 F2 | 40   | + 22.5                                 | 4       |
| 5    | 8  | Giorgio Scarlatti | Officine Alfieri Maserati | Maserati 250F       | 39   | +1 giro                                | 5       |
| 6    | 20 | Horace Gould      | Horace Gould              | Maserati 250F       | 38   | +2 giri                                | 8       |
| 7    | 22 | Bruce Halford     | Bruce Halford             | Maserati 250F       | 34   | +6 giri                                | 9       |
| Rit. | 12 | Jo Bonnier        | Owen Racing Organisation  | BRM P25             | 26   | giunto cardanico                       | 6       |
| Rit. | 10 | Ron Flockhart     | Owen Racing Organisation  | BRM P25             | 22   | azionamento della pompa del carburante | 7       |

## Classifica finale
La classifica finale fu compilata sommando i tempi delle due manche.
| Pos | N. | Pilota            | Squadra                   | Autovettura         | Giri | Tempo/Ritiro              |
| --- | -- | ----------------- | ------------------------- | ------------------- | ---- | ------------------------- |
| 1   | 4  | Jean Behra        | Officine Alfieri Maserati | Maserati 250F       | 80   | 1h 24m 47.9s, 130.51 km/h |
| 2   | 26 | Luigi Musso       | Scuderia Ferrari          | Ferrari Dino 156 F2 | 80   | 1h 25m 28.2s (+40.3s)     |
| 3   | 6  | Harry Schell      | Officine Alfieri Maserati | Maserati 250F       | 80   | 1h 25m 56.8s (+1m 8.9s)   |
| 4   | 28 | Peter Collins     | Scuderia Ferrari          | Ferrari Dino 156 F2 | 80   | 1h 26m 5.8s (+1m 17.9s)   |
| 5   | 8  | Giorgio Scarlatti | Officine Alfieri Maserati | Maserati 250F       | 78   | +2 giri                   |
| 6   | 20 | Horace Gould      | Horace Gould              | Maserati 250F       | 75   | +5 giri                   |
| 7   | 22 | Bruce Halford     | Bruce Halford             | Maserati 250F       | 71   | +9 giri                   |